# Tidore
Tidore là một thành phố, đảo và nhóm đảo thuộc quần đảo Maluku ở phía đông Indonesia, ở phía tây của hòn đảo Halmahera lớn hơn. Trong thời kỳ tiền thuộc địa, vương quốc Hồi giáo Tidore là một thế lực chính trị và kinh tế chính trong khu vực, và là đối thủ cạnh tranh khốc liệt với vương quốc Hồi giáo Ternate ở ngay phía bắc.
Đảo Tidor gồm một núi lửa dạng tầng lớn nổi lên từ đáy biển với cao độ 1.730 m (5.676 ft) trên mực nước biển tại đỉnh Kiematabu ở cực nam của đảo. Phần phía bắc của đảo bao gồm một hõm chảo núi lửa, Sabale, và có hai núi lửa hình nón nhỏ hơn bên trong nó.
Soasio là thủ phủ của Tidore. Thành phố có cảng riêng là Goto, và nằm ở rìa phía đông của đảo. Đô thị là điểm cuối của một tuyến xe khách nhỏ và có một khu chợ. Cung điện của quốc vương đã được xây dựng lại và hoàn thành trong năm 2010.

## Lịch sử
Tidore từng là một vương quốc hương liệu được thành lập vào năm 1109 với Sultan đầu tiên là Syahjati, và phần lớn thời gian trong lịch sử thì đảo nằm dưới cái bóng của Ternate, một vương quốc Hồi giáo khác.
Các sultan của Tidore đã cai trị hầu hết miền nam Halmahera, và vào một số thời điểm, vương quốc này đã kiểm soát Buru, Ambon và nhiều đảo khác ở ngoài khơi New Guinea. Năm 1522, sultan thứ 12 của Tidore là Al Mansur (1512 - 1526) đã lập liên minh với người Tây Ban Nha vào thế kỷ XVI, và Tây Ban Nha đã xây dựng một vài pháo đài trên đảo. Có sự mất lòng tin giữa người Tidore và người Tây Ban Nha song đối với người Tidore thì việc để người Tây Ban Nha hiện diện đã tỏ ra hữu ích trong việc chống lại các cuộc xâm nhập của người Ternate và đồng minh Hà Lan của nước này, Hà Lan cũng có một pháo đài tại Ternate. Đối với người Tây Ban Nha, giúp đỡ nhà nước Tidore sẽ giúp cản trở sự bành trướng thế lực của Hà Lan, cung cấp một căn cứ hữu dụng ngay bên cạnh trung tâm quyền lực của Hà Lan trong khu vực và là một nguồn cung cấp gia vị cho hoạt động thương mại.
Trước khi người Tây Ban Nha rút lui khỏi Tidore và Ternate vào năm 1663, vương quốc Hồi giáo Tidore mặc dù trên danh nghĩa là một phần của Công ty Đông Ấn Tây Ban Nha song bản thân lại tự phát triển thành một trong số các cuộc gia độc lập và hùng mạnh nhất trong khu vực. Sau khi người Tây Ban Nha rút lui, sultan của vương quốc này vẫn tiếp tục chống lại sự kiểm soát trực tiếp của Công ty Đông Ấn Hà Lan (VOC). Đặc biệt là dưới thời trị vì của Sultan thứ 22 là Saifuddin (1657–1689), triều đình Tidore đã khéo léo sử dụng tiền mua gia vị của Hà Lan để tăng cường mối quan hệ truyền thống với các lãnh thổ ngoại vi. Do vậy, ông được cư dân địa phương kính trọng, và ít khi phải kêu gọi sự giúp đỡ quân sự của nước ngoài để có thể cai quản vương quốc, trong khi nước Ternate lại phải thường xuyên phải dựa vào viện trợ quân sự của Hà Lan.
Tidore trong một thời gian dài vẫn là một nước độc lập, mặc dù sự can thiệp của Hà Lan ngày càng tăng lên, cho đến cuối thế kỷ 18. Giống như Ternate, Tidore đã phải cho phép chương trình tiệt trừ hương liệu (extirpatie) trên lãnh thổ của mình. Chương trình này nhằm mục đích tăng cường độc quyền gia vị của Hà Lan bằng cách chỉ hạn chế sản xuất ở một vài nơi, điều này đã làm suy yếu Tidore cũng như sự kiểm soát của nó đối với các lãnh thổ ngoại vi.
Năm 1781, hoàng tử Nuku dời khỏi Tidore và xưng là Sultan của quần đảo Papua. Sự việc này đã khởi đầu cho một cuộc chiến tranh du kích kéo dài trong nhiều năm sau đó. Người Papua đứng về phía quân nổi loạn của hoàng tử Nuku. Người Anh đã hỗ trợ cho Nuku trong chiến dịch chống lại Hà Lan của họ ở quần đảo Maluku. Tuyền trưởng Thomas Forrest đã bí mật liên hệ với Nuku đại diện người Anh làm đại sứ.
Vương quốc Hồi giáo bị bãi bỏ trong thời đại Sukarno và được tái lập vào năm 1999 với vị sultan thứ 38. Tidore đã bị ảnh hưởng lớn từ cuộc xung đột giáo phái 1999 trên khắp quần đảo Maluku.

### Danh sách Sultan Tidore
1. Kolano Syahjati alias Muhammad Naqil bin Jaffar Assidiq
2. Kolano Bosamawange
3. Kolano Syuhud alias Subu
4. Kolano Balibunga
5. Kolano Duko adoya
6. Kolano Kie Matiti
7. Kolano Seli
8. Kolano Matagena
9. Kolano Nuruddin: 1334-1372
10. Kolano Hasan Syah: 1372-1405
11. Sultan Ciriliyati: 1495-1512
12. Sultan Al Mansur: 1512-1526
13. Sultan Zulkarnain: 1526-1535
14. Sultan Kiyai Mansur: 1535-1569
15. Sultan Iskandar Sani: 1569-1586
16. Sultan Gapi Baguna: 1586-1600
17. Sultan Zainuddin: 1600-1626
18. Sultan Alauddin Syah: 1626 - 1631
19. Sultan Gorontalo: 1631-1642
20. Sultan Saidi: 1642-1653
21. Sultan Mole Maginyau: 1653-1657
22. Sultan Saifuddin: 1657-1674
23. Sultan Fahruddin: 1674-1705
24. Sultan Fadhlil Mansur: 1705-1708
25. Sultan Hasanuddin: 1708-1728
26. Sultan Malikul Manan: 1728-1757
27. Sultan Jamaluddin: 1757-1779
28. Sultan Patra Alam: 1780-1783
29. Sultan Kamaluddin Asgar: 1784-1797
30. Sultan Syaifuddin Syah: 1797-1805
31. Sultan Zainal Abidin: 1805-1810
32. Sultan Muhammad Tahir: 1810-1821
33. Sultan Sirajuddin Syah: 1821-1856
34. Sultan Syaifuddin Alting: 1856-1892
35. Sultan Fatahuddin Alting: 1892-1894
36. Sultan Achmad Kawiyuddin Alting: 1894-1906
37. Sultan Zainal Abidin Syah: 1947-1967
38. Sultan Djafar Syah: 1999-2012
39. Sultan Husien Syah: 2012-nay

## Hành chính
Hòn đảo là một thành phố (kotamadya) của tỉnh Bắc Maluku. Đô thị có diện tích 9.564,7 km² và dân số theo điều tra năm 2010 là 98.025 người.
Thành phố này bao gồm 2 đảo lớn là Oba và Tidore. Thành phố được chia thành 5 phó quận (kecematan), là Oba, Oba Utara, Tidore, Nam Tidore, và Bắc Tidore.